# Meroweusz
Meroweusz, Merowiusz, Merowech (łac. Meroveus lub Merovius), (ur. ok. 411, zm. 457) – władca Franków salickich 447–457. Od niego wzięła nazwę dynastia Merowingów – królów Franków.
Uważany za półlegendarną postać z uwagi na skąpe zapisy źródłowe. Historyk z VI w., św. Grzegorz z Tours wspomina o nim, ale nie jest jasne czy był synem Klodiana, czy wodzem, który zagarnął władzę po jego śmierci. Większość historyków jest zgodna, że Meroweusz stał na czele Franków, jako jednego z plemion germańskich sprzymierzonych z Rzymianami, podczas bitwy na Polach Katalaunijskich w 451 r. zakończonej zwycięstwem zachodniorzymskiego wodza Aecjusza nad Attylą, wodzem Hunów.
Po śmierci Meroweusza w 457 r. władzę nad Frankami objął jego, prawdopodobnie, syn Childeryk I.
Piszący w połowie VII w. Fredegar podaje, że Meroweusz został spłodzony, gdy długowłosa żona Klodiana wybrała się popływać w morzu i natknęła się na morską bestię Kwinotaura. Legenda ta sugerowała nadprzyrodzone pochodzenie Merowingów i stanowiła uzasadnienie prawa do władzy, zachowane pomimo chrystianizacji. Symbolem było noszenie przez merowińskich władców długich włosów (reges criniti – długowłosi królowie). Ich ostrzyżenie równało się detronizacji. Pepin Mały, decydując się na formalne przejęcie władzy w państwie Franków kazał ostrzyc ostatniego Merowinga Childeryka III. 